# Ruprecht Falcký
Ruprecht Falcký (německy Ruprecht von der Pfalz, anglicky Prince Rupert of the Rhine, 17. prosincejul. kal./ 27. prosincegreg. kal. 1619, Praha – 29. listopadu 1682, Londýn) byl německý a anglický vojevůdce, vědec, sportovec, koloniální guvernér a amatérský umělec v 17. století. Byl jeden ze zakladatelů Společnosti Hudsonova zálivu. Je po něm pojmenována Země prince Ruprechta. Narodil se v Praze jako mladší syn Fridricha Falckého v době, kdy byl Fridrich Falcký českým králem. Bojoval na straně protestantů ve třicetileté válce, na straně krále v anglické občanské válce a po restauraci královské moci na straně Anglie v anglo-nizozemských válkách. Jeho plný titul zněl princ Rupert falckrabě rýnský, vévoda bavorský, vévoda z Cumberlandu a hrabě z Holderness.

## Život

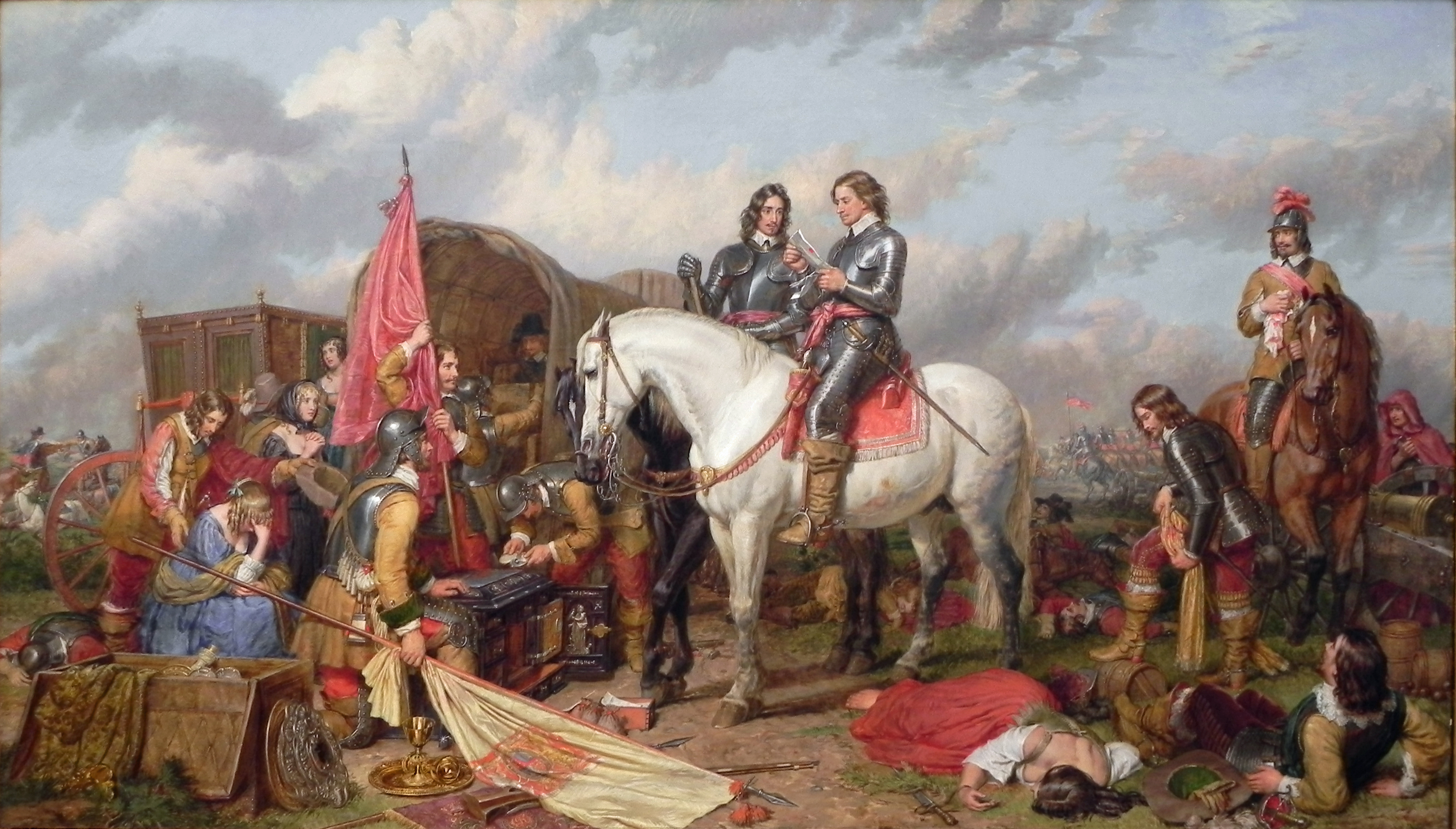
Charles Landseer, Cromwellova bitva u Naseby

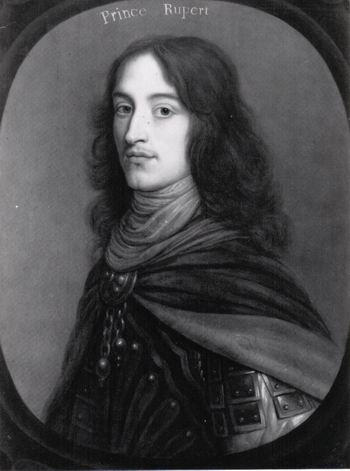
Princ Ruprecht

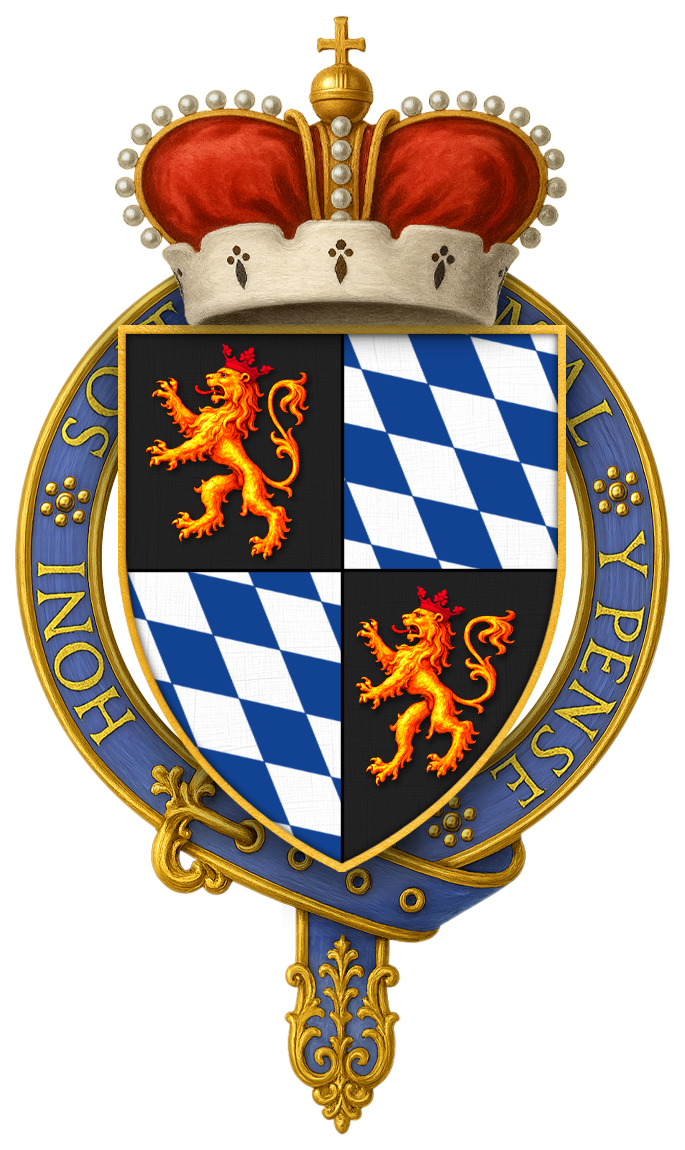
Erb Ruprechta Rýnsko-Falckého, rytíře Podvazkového řádu.

Narodil se Fridrichu Falckému v době, kdy byl Fridrich Falcký českým králem. Jeho matkou byla Alžběta Stuartovna, dcera anglického krále Jakuba I., jeho dědečkem byl král Jakub I. Anglický. Ruprecht byl tedy synovcem anglického krále Karla I. Jeho sestra byla matka Jiřího I., krále Velké Británie a Irska. Rodiče nechali malého Ruprechta pokřtít v katedrále Sv. Víta na Pražském hradě, Mládí však prožil v severním Nizozemí. V roce 1638 se pokusil s bratrem Karlem Ludvíkem dobýt zpět falcká území a bojoval se švédskými vojsky v boji proti Vestfálsku. Byl poražen a zajat císařskou armádou. V rakouském zajetí strávil tři roky a po slibu ve kterém se zavázal, že nebude bojovat proti císaři ani proti jeho spojencům byl v roce 1641 propuštěn. V anglické občanské válce se připojil k royalistům. Poté zůstal v Anglii. Zemřel v roce 1682 a pohřben byl ve Westminsterském opatství.

## Ruprecht jako symbol udatnosti
Frederik Hendrik Oranžský, Ruprechtův příbuzný a hlava Spojených provincií nizozemských přizval Ruprechta do své armády. Přesto že mu bylo pouhých šestnáct let, osvědčil se jako neohrožený bojovník. Poté strávil nějaký čas v Anglii, kde vládl Karel I. Stuart, syn Jakuba I. Stuarta a Ruprechtův strýc. Na kontinent se vrátil v roce 1637 aby se zúčastnil bojů o Rýnskou či Dolní Falc. Jako velitel pluku jezdectva slavil své první úspěchy. Bohužel 17. října 1638 v bitvě u Vlotho byl jeho pluk obklíčen a Ruprechta vzal do zajetí vítězný Melchior von Hatzfeld. Vzácného zajatce poslal Melchior císaři Ferdinandovi III., který Ruprechta poslal do Lince, kde byl držen po tři roky. Za slib složený císaři, že nikdy nepozvedne zbraň proti Svaté říši římské byl roku 1641 propouštěn. Císař byl prý pohnut událostí na lovu, kdy Ruprecht skolil přímo před Ferdinandem III. divočáka, s kterým si císařští lovčí neporadili. Po propuštění ze zajetí princ odcestoval do Nizozemí a odtud do Anglie. V Anglii právě vrcholil spor mezi parlamentem a Karlem I. Konflikt se změnil na občanskou válku, bojovalo se mezi zastánci monarchie absolutní a monarchie parlamentní. Karel I. byl nucen opustit Londýn. Sebral armádu a v srpnu 1642 vyrazil z Nottinghamu proti rebelům. Ruprecht přispěchal Karlovi na pomoc, k vojsku royalistů se připojil u Leicesterského opatství a byl vřele přivítán. Karel I. svému tehdy třiadvacetiletému synovci udělil hodnost generála jezdectva. Ruprecht Falcký byl Angličany nazýván Rupert Rýnský. První příležitost ukázat svou odvahu a taktické umění dostal Ruprecht 23. září 1642 v bitvě či spíše šarvátce za mostem přes řeku Teme nad vsí Powick jihozápadně od Worcesteru. Zastánci parlamentní monarchie měli v úmyslu přepadnout konvoj se stříbrem určeným pro Karla I. Ruprecht poručil svým dragounům sesednout s koní, ozbrojil je mušketami a uschoval je mezi typické anglické ploty. On sám se zbylými jezdci vyčkal až nepřátelé přejedou most. Angličané neměli s válkou mnoho zkušeností. Kavaleristé bojovali tak, že počkali na útok protivníka na místě, pak vypálili z pistolí a následně přišly na řadu meče. Ruprechtova taktika byla jiná: Zaútočil na tři nepřátelské jízdní pluky cvalem, v posledních metrech přešla jeho kavalerie do trysku. Zaskočení protivníci vypálili salvy z pistolí příliš brzy. Jejich střelba tedy byla méně účinná, Ruprecht do nich vjel tryskem, a zaútočil meči. Pistole jeho jezdců zůstaly nabité a mohly tak být použity v osobních soubojích, na které se boj rozpadl. Ruprecht u Powick Bridge porazil parlamentiaristy na hlavu a royalisté psali o jeho neuvěřitelné a nezdolné odvaze. Pro parlamentariány se Ruprecht stal symbolem kavalírů, urozených jezdců. Pro královy odpůrce se slovo cavalier stalo synonymem nejhrubší nadávky. Královští naopak puritánům - což byla anglická varianta reformace, ovlivněná kalvinismem - říkali podle jejich ostříhaných vlasů roundheads, tedy kulatohlavci.

## Ruprechtova vítězná prohra
23. října 1642 došlo k bitvě pod výšinou Edgehill na jihu hrabství Warwick. Ruprechtovo jezdectvo zaútočilo stejným způsobem jako u Powick Bridge. Podařilo se mu rozvrátit parlamentariánské jezdectvo. Nezaútočil ovšem na bok středové jízdy Roberta Devereux, 3. hraběte z Essexu. Namísto toho pronásledoval prchající vojsko. Vypadalo to na vítězství Karla I.. Essexova pěchota se ale opět zformovala, zaútočila na královské a probila se až ke králi. Royalisté se museli bránit a o něco ustoupit. Boj tedy skončil nerozhodně, ale díky Ruprechtovi mohl Karel I. tvrdit, že vyhrál a rozhodl se táhnout na Londýn. Essexovi zůstalo stále dost sil ubránit u Brentfordu Londýn za pomoci londýnských milic. V létě 1643 Ruprecht pro krále dobyl Bristol. Královští táhli na Gloucester, městu spěchal na pomoc hrabě Essex. Karel zrušil obléhání Glocesteru a vydal se za Essexem, který se po ukončení obléhání města královskými rozhodl k cestě zpět na Londýn. Protivníci se střetli u Newbury. Ruprecht se chtěl bitvě vyhnout, vyhodnotil situaci jako nevýhodnou, ale král dal na radu královny Henrietty Marie a prvního rádce Georga Digbyho, kteří žárlili na vliv falckého prince na krále. Bitva skončila porážkou royalistů a cesta na Londýn byla pro rebely volná. Karel byl nucen uniknout do Oxfordu. Jeho situace se horšila, proti němu vytáhli i Skotové. Ruprechtovi se podařilo osvobodit obležený York, když dostal zoufalý dopis od Karla, jenž ho prosil o pomoc. Princ bohužel uposlechl, a dne 2. července 1644 svedl bitvu nedaleko Yorku ve slatinách Marston Moor. Ruprechtovo jezdectvo porazila Cromwellova dokonale vycvičená kavalerie a sám princ se ukryl ve fazolovém poli.
V roce 1644 mu jeho strýc, král Karel I. udělil anglický titul vévody z Cumberlandu a s ním spojený titul hraběte z Holderness.

## Ruprecht opouští Anglii a krále
V listopadu 1644 byl princ Ruprecht, vévoda z Cumberlandu jmenován generálem celé monarchistické armády, což zvýšilo již tak výrazné napětí mezi ním a řadou králových rádců.
Dne 14. července 1645 došlo k bitvě v pahorkatině u Naseby. Karel, který válce nerozuměl, se rozhodl svést bitvu s mnohem silnější armádou sira Thomase Fairfaxe a Olivera Cromwella. Ruprechtovo jezdectvo bylo opět úspěšné, ale útok královské pěchoty zkolaboval. To byl konec Karlových nadějí na získání všeho, co válkou ztratil. Po bitvě Ruprecht odjel bránit významný přístav Bristol. Nezbylo mu než kapitulovat před přesilou. Jeho nepřátelé využili situace a obvinili prince, že vydal přístav zbaběle a za peníze. Karel pomluvám uvěřil a Ruprecht se ocitl v nemilosti. Situaci řešil ve svém stylu. Se svými generály vpadl do královských komnat, přinutil Karla vyslechnout jeho obhajobu a svolat čestný soud. Ruprecht byl ze všech obvinění očištěn. Princ doporučoval králi zahájit jednání s parlamentem o míru, což Karel naprosto odmítal. Ruprecht vyhodnotil královský boj za ztracený a odmítl za Karla dále bojovat. 29. října požádal parlament o pasy pro sebe a své druhy a 5. července 1646 odplul z Doveru do Calais. Ve Francii vstoupil Ruprecht Falcký do služeb Ludvíka XIV., který mu udělil hodnost generála. Obdiv maršála Gassiona si získal v bojích proti Španělům ve Flandrech. V Anglii Skotové vydali Karla I., Ruprechtova strýce, parlamentariánům. Karlovi se podařilo ze zajetí uniknout a v Anglii opět vypukla válka. Ruprecht se rozhodl pro návrat do Anglie. Požádal o propuštění ze služeb francouzského krále a odjel do Nizozemí. Kralevic Karel, princ z Walesu svěřil Ruprechtovi velení několika válečných lodí, kotvících v neutrálním přístavu v Helvoetsluys. Z kavaleristy se tak Ruprecht stal admirálem. Přes značnou přesilu parlamentariánského loďstva a nebezpečné nizozemské vody Ruprecht doplul v lednu 1648 do irského přístavu Kinsale. Odtud podnikal neobyčejně úspěšné korzárské výpady. Podařilo se mu téměř přerušit spojení parlamentariánů s Irskem. 30. ledna 1649 nechal parlament Karla I. popravit. Odhodlání Ruprechta pomstít se tím jen posílilo. V Kinsale Ruprechta zablokovala anglická flotila. Pro nepřízeň počasí se Angličané museli stáhnout a toho Ruprecht využil k úniku se sedmi loďmi, v čele se čtyřicetidělovou vlajkovou lodí Constant Reformation a zamířil do Biskajského zálivu.

### Střet v ústí řeky Teja
Pamětník události boje ze dne 13. září 1650 u portugalských břehů mezi Ruprechtovou lodí Constant Reformation (40 děl) a Blakeho St. Georges (54 děl) o boji napsal:
Následujícího dne jsme zvedli kotvy a kvůli obavám ze snosu na břeh stáli na moři. Křižovalo se sem a tam v mlze před přístavem. Princ objevil St. George s vlajkou na hlavním stěžni a dvě fregaty, plující s ní na návětrné straně. Jakmile měl jasno, plul k jejich admirálovi, velel ale nevypálit ani z jednoho děla, dokud nebudeme bokem k němu, leč než se stihlo vystřelit, byl na palubu naneštěstí sražen vršek hlavního stěžně lodi Jeho Výsosti, a když to nepřítel uviděl, vypálil boční salvu, obrátil přes příď proti větru a odplul na moře. Princ, který přišel o možnost plně ovládat loď, pronásledování vzdal a zbytek floty se nacházel tak daleko na návětrné straně, že by nebyl k ničemu dobrý.

## Ruprecht pirátem
Azyl mu poskytl portugalský král Jan IV. v Lisabonu. 10. března 1650 zablokovala Ruprechta anglická eskadra Roberta Blakea. Z důvodu neutrality portugalského přístavu v zálivu řeky Teja se zde bojovat nedalo. 13. září se Ruprecht pokusil vyplout a došlo k boji mezi Ruprechtovou Constant Reformation a Blakeho St. Georges. Zvítězila převaha Blakeho čtrnácti děl. Princ byl nucen ustoupit. V říjnu Ruprecht unikl do Středozemního moře. Zde přepadal lodě španělské i anglické. Ruprecht získal v Toulonu francouzskou pomoc, ale ani to mu nepomohlo, Angličané jej stále pronásledovali. Princ raději unikl do Atlantiku a pokračoval k Azorským ostrovům. Jeho Constant Reformation se u Azor potopila a princ málem utonul. Přesto pokračoval ke Kapverdám a dále do Karibiku. Stále se mstil Anglii, kořistil jako pirát i jako korzár, některými ukořistěnými loděmi doplňoval svou eskadru, jiné prodával i s nákladem. U Panenských ostrovů přišel o svou loď Defiance a s ní se ztratil i jeho bratr Maurice, jehož Ruprecht týdny marně hledal. Po třech letech na moři se 4. března 1652 přes Azory vrátil, nemocný a vyčerpaný. Přistál s lodí Swalow a čtyřmi dalšími ve francouzském přístavu St. Nazaire. Po zaplacení různých pohledávek byl stejně chudý, jako při vyplutí.

## Konec bloudění
Po zotavení odcestoval Ruprecht Falcký do Rýnské Falce, kterou jeho nejstaršímu bratrovi Ferdinand III. vrátil. Z Falce odjel do Vídně, krátce se zúčastnil bojů v císařské službě. Na podzim roku 1657 odešel ze služeb císaře Ferdinanda III. Ruprecht se vrátil do Falce. Zde se věnoval vědě a umění, mimo jiné zdokonalil techniku mezzotinty, tónované a škrábané rytiny. Britské muzeum je pyšné na jeho obraz Velký popravčí (The great Executioner), stejně tak na jeho obraz Praporečník (Standart Bearer), olej, vytvořený podle obrazu Pietra della Vecchii.

## Návrat do Anglie
V roce 1658 Oliver Cromwell zemřel a jeho syn Richard si dokázal udržet vládu jen do roku 1660. Tehdy se generál George Monck rozhodl ukončit stávající chaos a restaurovat monarchii. Povolal z exilu do Anglie prince z Walesu, který od smrti svého otce Karla I. užíval jméno Karel II. To umožnilo Ruprechtův návrat do Londýna. Jeho bratranec, nyní anglický král, jej přivítal s velkou radostí. Potvrdil Ruprechtovi jeho anglické šlechtické hodnosti a udělil vysoké úřady. Zároveň mu byla poskytnuta královská penze ve výši 4000 liber ročně a princ se tak stal skvělou partií. I přesto se však nikdy neoženil, své dva potomky, dceru Rupertu a syna Dudleye počal s metresami. Od roku 1662 byl princ také nositelem titulu admirál a později generál na moři i na zemi. Když roku 1665 vypukla druhá anglo-nizozemská válka, bylo Ruprechtovi svěřeno velení jedné ze tří eskader anglické flotily. 13. června 1665 zvítězil v námořní bitvě u Lowestoftu a 14. června 1666 exceloval svou agresivní taktikou v takzvané čtyřdenní bitvě přestože vítězem bitvy se stal Nizozemec de Ruyter. Ruprecht mu porážku oplatil 4. a 5. srpna 1666 v bitvě u North Forelandu. Michiel de Ruyter se v roce 1667, tedy o rok později, se svou eskadrou pomstil přepadením loděnice v Chathamu, kterou prakticky zničil a připravil krále o čtyři největší válečné lodě.

### Ruprecht a věda
Ke konci života se Ruprecht začal zajímat o vědu. Věnoval se matematice, geometrii, umění a také laboratorním výzkumům. Stal se spoluzakladatelem vědecké Královské společnosti. Vylepšoval střelné zbraně, přispěl k vývoji zbraní s bubnovým zásobníkem či kartáčových nábojů. Celou řadu vědců potrápil geometrickým hlavolamem zvaným kostky prince Ruprechta, špiony pak prolamováním jejich šifer a kódů. Do sklářství přinesl takzvané slzy prince Ruprechta, vyvíjel nové slitiny kovů a mnoho dalšího.
Zemřel v Londýně 29. listopadu 1682 a je pochován v kryptě Westminsterského opatství.

## Vývod z předků
|                 |                               |  |                                    |                                |  |  |  |  |  |  |  | Fridrich III. Falcký |
|                 |                               |  |                                    |                                |  |  |  |  |  |  |  |                      |
|                 | Ludvík VI. Falcký             |  |                                    |                                |  |  |  |  |  |  |  |                      |
|                 |                               |  |                                    |                                |  |  |  |  |  |  |  |                      |
|                 |                               |  |                                    | Marie Braniborsko-Kulmbašká    |  |  |  |  |  |  |  |                      |
|                 |                               |  |                                    |                                |  |  |  |  |  |  |  |                      |
|                 | Fridrich IV. Falcký           |  |                                    |                                |  |  |  |  |  |  |  |                      |
|                 |                               |  |                                    |                                |  |  |  |  |  |  |  |                      |
|                 |                               |  |                                    | Filip I. Hesenský              |  |  |  |  |  |  |  |                      |
|                 |                               |  |                                    |                                |  |  |  |  |  |  |  |                      |
|                 | Alžběta Hesenská              |  |                                    |                                |  |  |  |  |  |  |  |                      |
|                 |                               |  |                                    |                                |  |  |  |  |  |  |  |                      |
|                 |                               |  |                                    | Kristýna Saská                 |  |  |  |  |  |  |  |                      |
|                 |                               |  |                                    |                                |  |  |  |  |  |  |  |                      |
|                 | Fridrich Falcký               |  |                                    |                                |  |  |  |  |  |  |  |                      |
|                 |                               |  |                                    |                                |  |  |  |  |  |  |  |                      |
|                 |                               |  |                                    | Vilém I. Nasavsko-Dillenburský |  |  |  |  |  |  |  |                      |
|                 |                               |  |                                    |                                |  |  |  |  |  |  |  |                      |
|                 | Vilém I. Oranžský             |  |                                    |                                |  |  |  |  |  |  |  |                      |
|                 |                               |  |                                    |                                |  |  |  |  |  |  |  |                      |
|                 |                               |  |                                    | Juliana ze Stolbergu           |  |  |  |  |  |  |  |                      |
|                 |                               |  |                                    |                                |  |  |  |  |  |  |  |                      |
|                 | Luisa Juliana Oranžská        |  |                                    |                                |  |  |  |  |  |  |  |                      |
|                 |                               |  |                                    |                                |  |  |  |  |  |  |  |                      |
|                 |                               |  |                                    | Ludvík z Montpensier           |  |  |  |  |  |  |  |                      |
|                 |                               |  |                                    |                                |  |  |  |  |  |  |  |                      |
|                 | Šarlota Bourbonská            |  |                                    |                                |  |  |  |  |  |  |  |                      |
|                 |                               |  |                                    |                                |  |  |  |  |  |  |  |                      |
|                 |                               |  |                                    | Jacqueline de Longwy           |  |  |  |  |  |  |  |                      |
|                 |                               |  |                                    |                                |  |  |  |  |  |  |  |                      |
| Ruprecht Falcký |                               |  |                                    |                                |  |  |  |  |  |  |  |                      |
|                 |                               |  |                                    |                                |  |  |  |  |  |  |  |                      |
|                 |                               |  | Matyáš Stuart, IV. hrabě z Lennoxu |                                |  |  |  |  |  |  |  |                      |
|                 |                               |  |                                    |                                |  |  |  |  |  |  |  |                      |
|                 | Jindřich Stuart, Lord Darnley |  |                                    |                                |  |  |  |  |  |  |  |                      |
|                 |                               |  |                                    |                                |  |  |  |  |  |  |  |                      |
|                 |                               |  |                                    | Markéta Douglasová             |  |  |  |  |  |  |  |                      |
|                 |                               |  |                                    |                                |  |  |  |  |  |  |  |                      |
|                 | Jakub I. Stuart               |  |                                    |                                |  |  |  |  |  |  |  |                      |
|                 |                               |  |                                    |                                |  |  |  |  |  |  |  |                      |
|                 |                               |  |                                    | Jakub V. Skotský               |  |  |  |  |  |  |  |                      |
|                 |                               |  |                                    |                                |  |  |  |  |  |  |  |                      |
|                 | Marie Stuartovna              |  |                                    |                                |  |  |  |  |  |  |  |                      |
|                 |                               |  |                                    |                                |  |  |  |  |  |  |  |                      |
|                 |                               |  |                                    | Marie de Guise                 |  |  |  |  |  |  |  |                      |
|                 |                               |  |                                    |                                |  |  |  |  |  |  |  |                      |
|                 | Alžběta Stuartovna            |  |                                    |                                |  |  |  |  |  |  |  |                      |
|                 |                               |  |                                    |                                |  |  |  |  |  |  |  |                      |
|                 |                               |  |                                    | Kristián III. Dánský           |  |  |  |  |  |  |  |                      |
|                 |                               |  |                                    |                                |  |  |  |  |  |  |  |                      |
|                 | Frederik II. Dánský           |  |                                    |                                |  |  |  |  |  |  |  |                      |
|                 |                               |  |                                    |                                |  |  |  |  |  |  |  |                      |
|                 |                               |  |                                    | Dorotea Sasko-Lauenburská      |  |  |  |  |  |  |  |                      |
|                 |                               |  |                                    |                                |  |  |  |  |  |  |  |                      |
|                 | Anna Dánská                   |  |                                    |                                |  |  |  |  |  |  |  |                      |
|                 |                               |  |                                    |                                |  |  |  |  |  |  |  |                      |
|                 |                               |  |                                    | Oldřich III. Meklenburský      |  |  |  |  |  |  |  |                      |
|                 |                               |  |                                    |                                |  |  |  |  |  |  |  |                      |
|                 | Žofie Meklenburská            |  |                                    |                                |  |  |  |  |  |  |  |                      |
|                 |                               |  |                                    |                                |  |  |  |  |  |  |  |                      |
|                 |                               |  |                                    | Alžběta Dánská                 |  |  |  |  |  |  |  |                      |
|                 |                               |  |                                    |                                |  |  |  |  |  |  |  |                      |